# Las locas del 73
Las locas del 73 es un documental chileno de 2023 de temática LGBT, dirigido por Carolina Espinoza Cartes y Víctor Hugo Robles. La película fue estrenada a nivel mundial en el Museo de la Memoria y los Derechos Humanos el 22 de abril de 2023, como conmemoración de los 50 años de la primera protesta LGBT en Santiago de Chile.

## Sinopsis
En el documental se relatan pormenores de la protesta homosexual en la Plaza de Armas de Santiago, ocurrida el 22 de abril de 1973 y que se convirtió en la primera manifestación LGBT en el país. Mediante entrevistas a «La Medallita», Marcela Dimonti, Brenda y Marco Ruiz, se presentan sus testimonios contrastados con la cobertura que entregó la prensa escrita de la época, utilizando vocabulario peyorativo hacia los homosexuales.
Víctor Hugo Robles señala que el documental busca ser parte del camino hacia la visibilización y reparación de las personas LGBT que fueron posteriormente violentadas durante la dictadura militar.

## Producción
El documental, cuya dirección es compartida entre Carolina Espinoza y Víctor Hugo Robles, tuvo su dirección de fotografía a cargo de Miguel Cuitiño y el montaje fue realizado por Miguel Ángel González. Cuenta con música de Fresia Soto y Los Golpes, y posterior a su estreno en abril de 2023, el documental ha sido exhibido en diferentes festivales, como por ejemplo en Amor Festival.